# Ace Combat 5: The Unsung War
Ace Combat 5: The Unsung War (Ace Combat: Squadron Leader en Europa) es un videojuego basado en la aviación militar para la plataforma PlayStation 2. Es la quinta entrega de la saga Ace Combat y narra los hechos posteriores al Ace Combat Zero, de la guerra ficticia Circum-Pacífica. El videojuego fue lanzado al mercado entre 2004 y 2005, dependiendo en cada país.
En septiembre de 2018, Namco confirmó que Ace Combat 5: The Unsung War llegará a PlayStation 4 en enero de 2019. El juego será lanzado como port de la versión original de PlayStation 2. Además, la compañía anunció que aquellos usuarios que reserven Ace Combat 7: Skies Unknown en PlayStation Store cuya fecha de lanzamiento también es en enero de 2019, podrán descargar de manera gratuita Ace Combat 5 en PlayStation Store.

## Marco
Como la mayoría de los videojuegos de Ace Combat, la historia no se sitúa en el mundo real, sino que este toma lugar en un mundo ficticio, similar al real, denominado "Strangereal", con países ficticios que se basan en países reales. En este caso, la historia se ubica en diferentes países de este mundo: Osea, Yuktobania y Belka.

## Sinopsis

### Introducción
La historia toma lugar en 2010, quince años después de la Guerra Belkana, en 1995. En esta guerra, narrada más detalladamente en Ace Combat Zero: The Belkan War, la nación de Belka agresivamente ataca a sus países vecinos con el propósito de expandir sus fronteras. La guerra siguió a favor de esta, aunque luego, las naciones se unieron junto con las superpotencias Osea y Yuktobania, creando una alianza para detener y enfrentar el ataque belkano. Esta alianza terminó con las conquistas, llegando hasta territorio belkano. En respuesta al contraataque, Belka detonó siete bombas atómicas en su propio territorio para parar la alianza. Luego de este sorpresivo e impredecible evento, la alianza decidió detenerse, terminando la guerra y dejando el mundo en paz.

### Trama
La historia comienza cuando un grupo de aviones MiG-29 no identificados cruzan a territorio Oseano. En respuesta a ello, se envían numerosos pilotos, en su mayoría novatos, de Sand Island para ir hacia los aviones. El grupo no identificado ataca y mata a varios novatos sin aviso, ya que los aviones Oseanos tenían órdenes de no atacar a las aeronaves para no crear un escándalo internacional. Luego de lo ocurrido, Edge, Chopper y Blaze, aún novatos, son asignados en el Escuadrón Wardog con el Capitán Bartlett, líder del anterior escuadrón de novatos.
En la primera misión (Shorebirds), el escuadrón es asignado a interceptar (pero no atacar) a un avión de reconocimiento SR-71, que fue alcanzado por un misil de la artillería antiaérea. Repentinamente se encuentran con cazas MiG-21 que empiezan a atacar al escuadrón. Bartlett, al perder varios de sus novatos en su misión anterior, desobedece las órdenes ataca a los enemigos, cosa que se mantuvo en clasificado por razones morales.
En la misión 2 (Open War), Bartlett es derribado, y aunque se pudo eyectar, no fue encontrado y es considerado desaparecido en combate. Entonces, Blaze toma su puesto en el escuadrón y se convierte en el líder de éste. Horas después, Yuktobania declara la guerra a Osea, explicando el origen de las aeronaves y eso fue sorprendente ya que Osea estaba aliada con Yuktobania por la Guerra Belkana. Yuktobania lanza varios ataques a Osea. Blaze deberá defender la base naval de St. Hewlett y ayudar a escapar a mar abierto el portaaviones Kestrel. En la misión 4 (First Flight), durante un ataque a Sand Island, un piloto novato llamado por sus alias Archer, entra al escuadrón.
Osea se prepara para defenderse con todo lo que tienen. Lanzan el "Arkbrid", una estación espacial montada con avanzadas armas tales como láseres, al espacio. Con esta, frustran los intentos de ataque yuktobanos. El escuadrón Wardog, con ayuda del Arkbird, hunden el submarino yuktobano Scinfaxi, usado para varios ataques. Esto hace que Yuktobania abandone el ataque a Osea.
Osea prepara un contraataque, primero desembarcando y atacando la zona continental de Yuktobania, con el objetivo de conquistar Cinigrad, capital de Yuktobania. Desde entonces, el escuadrón ayuda a la fuerza de ataque oseana y van ganando reputación. Luego de hundir el submarino yuktobano Hrimfaxi en los Estrechos de Razgriz, se les da el nombre "Demonios de Razgriz" al escuadrón.
Casi al final de la misión 14 (Ice Cage), tal como pasó con el Capitán Bartlett en el final de "Open War", unos misiles enemigos alcanza en la aeronave de Nagase (Edge) siendo derribada, a salvo y desaparecida en combate. En la misión siguiente (White Noise), se embarcan los escuadrones Blaze (el jugador), Chopper y Archer realizar una operación para buscar y rescatar a Nagase mediante detección de la señal en la aeronave elegido del jugador (Blaze), durante esta misión, hay que acabar con todos los enemigos como aviones y dar por finalizado la operación de rescatar a la capitana del escuadrón por un grupo de helicópteros de rescate Sea Goblin.
Posteriormente, el escuadrón participa en defender ataques yuktobanos a civiles en ciudades oseanas como Bana City, Apito y November City. En una de las últimas misiones en la Fuerza Aérea Oseana, Chopper es alcanzado y muerto en combate. Luego del ataque a la fortaleza que protege Cinigrad, casi alcanzando a la ciudad, el escuadrón oseano 8492 prepara una emboscada sin aviso al escuadrón. Después se sabe que el 8492 pertenece a una organización secreta llamada "Gray Men". Esta busca venganza de parte de Belka por la guerra hace quince años atrás, haciendo que ambos países Yuktobania y Osea entren en guerra provocando incidentes internacionales. La guerra iba a hacer que ambas superpotencias acaben sus recursos luchando entre sí, mientras que Belka iba a aumentar su poder vendiéndoles armas, para luego vengarse.
El escuadrón Wardog, luego de escapar del escuadrón 8492, regresa a Sand Island a ver al comandante. Este acusa a Pops, piloto belkano que se hizo amigo de Bartlett luego de que sus aviones fuesen destruidos en la Guerra Belkana, que luego tomó la personalidad de ingeniero en Sand Island luego de que estado fuese indefinido, de ser un espía. El escuadrón, Pops y Genette escapan de Sand Island en aviones de entrenamiento Hawk, pero en resultado de escapar, son considerados traidores. Son perseguidos por el 8492 cerca de una isla volcánica que es un cementerio de aviones, pero luego de evadirlos, Swordsman, piloto del portaaviones Kestrel, les manda un mensaje de luz de código morse diciendo que se eyecten, para que él destruya los aviones vacíos y sean considerados muertos.
Los pilotos son rescatados y enviados al Kestrel, que manda un reporte falso confirmando su muerte. Swordsman se une al escuadrón, que decide cambiar su nombre a "Razgriz". Desde este punto, el escuadrón, junto con las fuerzas del Kestrel, comienzan a luchar contra los "Gray Men" belkanos, intentando evitar la guerra entre Yuktobania y Osea, para aliarse en contra del verdadero enemigo.

## Modo Tutorial
En este modo, que se encuentra en Campaña, es como una introducción de poder pilotar y atacar por primera vez con una aeronave (según fase) antes de emprender un sinnúmero de misiones con trama en Campaña o Historia siendo para jugadores novatos.
Debes completar todas las fases preliminares antes de pasar al Examen Final; en las fases preliminares están, por ejemplo, pilotar la aeronave como ascender o descender repartidos en círculos, atacar usando la ametralladora (armamento principal) o cómo usar correctamente el Comando Wingmen, todos con sus repectivos límite de tiempo.
Antes de empezar cada fase del Tutorial, aparece las instrucciones de cómo usar los botones del controlador analógico DualShock 2, por ejemplo, manejar o atacar con la aeronave acompañado con la voz del operador.
En el Examen Final, tienen 4 fases para ser completada con éxito: La fase 1, ascender y descender la aeronave repartidos en círculos, la fase 2, atacar enemigos usando los misiles, la fase 3, atacar enemigos usando la ametralladora principal, y la última fase, atacar enemigos terrestres usando el armamento especial, unas bombas; todos con sus repectivos límites de tiempo.
Al ser finalizado todas las fases, aparece la pantalla siguiente el resultado del Examen Final con sus puntos obtenidos, siendo el Rango E (reprobado) a Rango A (Brillante).

## Arcade
En Ace Combat 5 contiene otro modo para un jugador que es Arcade titulada "Ace Combat 5: Operación Katina".
Los eventos toman lugar después de Ace Combat 04: Shattered Skies y el jugador controla una vez más a "Mobius 1" y este tendrá que acabar con la amenaza de "Free Erusea" (Erusea Libre, un grupo terrorista que trata de hacerse con el control de Erusea, país que se encuentra en plena reforma después de perder la guerra continental)
En este modo, el jugador debe superar las 7 misiones o niveles ininterrumpidamente, siendo la Fase A por defecto con 7 niveles, si se juega en una combinación de fases, por ejemplo, siendo primeramente la A con dos niveles, después del segundo nivel, puedes elegir los otras 3 misiones o niveles de la misma Fase A o B, y por último, las dos misiones o niveles finales están entre la Fase C o D.
El jugador controla a una aeronave con 20 misiles y 4 XMAA (un armamento especial que es similar a un misil normal pero puede lanzar desde muy lejano a cualquier enemigo(s) hasta 4 XMAAs). En casi todas las misiones o niveles hay aviones con un ícono en rojo de un misil, si derribas con éxito, la nave será recompensado con más misiles o XMAAs según tipo de nave caído; hay que destacar que, por cada enemigo como aéreos o terrestres acabadas, el tiempo restante actual se le agrega 20 segundos. El nivel es completada con éxito cuando haya acabado con todos los enemigos, excepto en la misión o nivel 5-A (desaterrizar la aeronave) y en la 5-B (recargar la aeronave).
El rango que se rellena en el medidor desde Rango E (medidor vacío) hasta el Rango SSS (medidor lleno) que se recompensa al acabar cada nivel con éxito. Hay que tomar en cuenta especialmente en el tiempo restante del mismo. Cuánto menos tiempo haya acabado en cada nivel, en especial, todos los enemigos, más rellenará el medidor.
El modo Arcade es completada con éxito cuando haya jugado y acabados en los 7 misiones dividos en fases.

## Aeronaves
En el juego, hay una variedad de aeronaves con diferentes roles y armas especiales. Los aviones se van desbloqueando a lo largo del juego o, en el caso de los aviones secretos, haciendo ciertas actividades. Para desbloquear los aviones variantes de los aviones convencionales desbloqueados, se tiene que llegar a una cantidad establecida de puntos con esa aeronave.
- F-5E Tiger II
  - F-20A Tigershark
  - X-29A
- MiG-21 Fishbed
  - MiG-21-93 Fishbed
- F-4E Phantom II
  - F-4G Wild Weasel
  - F-4X
- A-6E Intruder
  - EA-6B Prowler
- F-16C Fighting Falcon
  - F-16E Bloque 60
  - F-16XL
  - F-2A Viper Zero
- F/A-18C Hornet
  - F/A-18E Super Hornet
  - EA-18G Growler
- Mirage 2000
  - Mirage 2000D
- MiG-29A Fulcrum
- A-10A Thunderbolt II
  - YA-10B
- F-14A Tomcat
  - F-14B Bombcat
  - F-14D Super Tomcat
- Tornado GR.1
  - Tornado GR.4
  - Tornado F3
  - Tornado ECR
- MiG-31 Foxhound
  - MiG-31M Foxhound
- F-15C Eagle
  - F-15E Strike Eagle
  - F-15S/MTD
- Su-27 Flanker
  - Su-32 Strike Flanker
  - Su-35 Super Flanker
  - Su-37 Terminator
- F-117A Nighthawk
- JAS-39C Gripen
- Typhoon
- F-35C Lightning II
- Rafale M
  - Rafale B
- YF-23 Black Widow II
- F/A-22A Raptor
  - FB-22 Strike Raptor
- Su-47 Berkut
  - S-32
- MiG-1.44
- Hawk T.1
- X-02 Wyvern
- ADF-01F Falken